# أشهى الموائد في مدينة القواعد
أشهى الموائد في مدينة القواعد هو مسلسل تلفزيوني عراقي عرض في عام 1999. تأليف د. مالك المطلبي وإخراج عماد عبد الهادي، ووضع الموسيقى التصويرية وألحان الاغاني الملحن سهيل شوقي.

## القصة
يتحدث الناس اللغة العربية بطريقة خاطئة، فينتشر مرض الفواق بين الناس، ومن شدة خوف الناس من الوقوع في خطأ وبالتالي الإصابة بمرض الفواق، يقمون بوضع شريط لاصق على أفواههم، وأصبحوا يتحدثون فيما بينهم بلغة الإشارة، حتى يجد أحد أهل القرية مخطوطة سحرية يعتقد أنها ستساعدهم في علاج المرض الذي أصاب أهل القرية. يتخلل العمل 150 أغنية كتب كلماتها الدكتور مالك المطلبي ولحنها سهيل شوقي وقام بغنائها الممثلون الذين في المسلسل.

## الممثلون
- طلال هادي
- سامي عبد الحميد
- محمد حسين عبد الرحيم
- خليل الرفاعي
- أمل طه
- يوسف العاني
- قاسم الملاك
- سامي قفطان
- جعفر السعدي
- شذى سالم
- فاضل جاسم
- عبير فريد
- فريال كريم
- عزيز خيون
- آلاء حسين
- إيناس طالب
- عواطف نعيم
- عبد الخالق المختار
- ميمون الخالدي

## وصلات خارجية
أشهى الموائد في مدينة القواعد ( شارة البداية الاصلية )